# Heinrich-Böll-Oberschule Berlin
Die Heinrich-Böll-Oberschule (kurz: HBO) ist eine städtische Schule im Ortsteil Hakenfelde des Berliner Bezirks Spandau. Die integrierte Sekundarschule mit gymnasialer Oberstufe wurde nach dem deutschen Schriftsteller Heinrich Böll benannt. Die Ganztagsschule ist seit dem Schuljahr 2012/13 eine Reformschule, an der sich Schüler selbstständig Inhalte durch ein Lernbausteinsystem beibringen.

## Geschichte
Die Heinrich-Böll-Oberschule wurde 1973 als Carl-Diem-Oberschule (Gesamtschule) gegründet und nach dem Sportfunktionär Carl Diem benannt und 1993 in Heinrich-Böll-Oberschule umbenannt. Im Schuljahr 2012/2013 wurde sie zu einer Reformschule mit Lerngruppen, die die Jahrgangsstufen 7 bis 9 umfassen.
Über 30 Jahre lang war die Oberschule wegen Belastung des Gebäudes mit Asbest, die 1989 publik wurde, in einem Provisorium, dem sogenannten Schuldorf, untergebracht, das aus Flachbauten in Leichtbauweise bestand und ursprünglich für eine Zeit von 10 Jahren gedacht war.
2010/2011 Wurde das alte Schulgebäude wegen Schadstoffbelastung abgerissen.
Anfang 2021 wurde ein Neubau eines Schulgebäudes für 975 Schüler begonnen, das 43 Mio. Euro kostete, und zum Schuljahresbeginn 2022/2023 in Betrieb genommen wurde. Die Sanierung der Turnhalle der Oberschule, die ursprünglich 2019 fertig sein sollte, war im November 2022 und Februar 2023 noch nicht beendet.

## Schulprofil

### Profilfächer
Die Heinrich-Böll-Oberschule bietet Bilingualität Deutsch/Englisch, ein Sportprofil, Musikprofil und ein Kunstprofil an.

### Wahlpflichtfächer
Die Oberschule hat die Wahlpflichtfächer Informatik, Pausenhelfer, Schulgarten, Schülerfirma, Sozialkunde, Umgang mit Sprache, Umgang mit Zahlen, Verantwortung und WAT Holzwerkstatt oder WAT Textilwerkstatt (Werkunterricht).

### Weitere Angebote
Es gibt eine Gesamtschülervertretung, die die Interessen der Schüler gegenüber der Schulleitung und den Schulbehörden vertreten. Zudem gibt es einen Sozialpädagogischen Bereich, der Eltern und Schüler bei sozialen Problemen berät, aber auch Freizeitangebote organisiert. Aktuell gibt es die Projekte Mediatiorausbildung, Zuspätkommer-Projekt und Reflektorium, die jeweils auf Konfliktbewältigung innerhalb der Schule abzielen. Im Rahmen der Ganztagesschule werden AGs zur persönlichen Weiterentwicklung der Schüler wie Kunst, Kochen oder verschiedene Sportgruppen angeboten.
Die Schule wird durch den Förderverein „Verein der Freunde und Förderer der Heinrich-Böll-Oberschule e.V.“ durch das Anschaffen von Materialien und Zuschüssen zu Klassenfahrten unterstützt.

## Ehemalige Schüler
- Adel Tawil (* 1978), Musiker (ab der 9. Klasse, Abgang in der 12. Klasse vor dem Abitur für musikalische Karriere bei The Boyz im Jahr 1996)[23]
- Ronald Rauhe, (* 1981), deutscher Kanute[1]
- Doğuhan Kabadayı (* 2001), Schauspieler (Abitur 2020)
- Karl-Heinz Bannasch (* 1959), Schüler von 1973 bis 1977; langjähriger FDP-Politiker auf Berliner- und Spandauer Ebene; langjähriger Erster Vorsitzender der Heimatkundlichen Vereinigung Spandau

## Ehemalige Lehrer
- Helmut Kleebank (* 1964), Politiker, MdB (bis 2011 Schulleiter)[24]